# 秩父山地
秩父山地（ちちぶさんち）は、関東地方と中部地方にまたがる山地である。群馬県・埼玉県・東京都・神奈川県・長野県・山梨県の1都5県に広がる。秩父山系、秩父連山とも呼ばれる。最高峰は北奥千丈岳で、標高は2,601mである。
関東山地のうち相模川以北の部分を指し、おおむね、東は関東平野西端、南は相模川・桂川から笹子峠・甲府盆地北端、西はJR小海線、北は碓氷峠を境界とする（一部の山域を除くこともある）。

## 西～南部：奥秩父山地
秩父山地の中心であり、奥秩父山地、奥秩父山塊とも呼ばれる。このうち、126,259haが秩父多摩甲斐国立公園に指定されている。奥秩父山塊も参照。

### 主稜線の主な山
- 北奥千丈岳 (2,601m)
- 金峰山（甲州御岳山） (2,599m) - 日本百名山
- 国師ヶ岳（国師岳） (2,592m) - 日本三百名山
- 朝日岳（朝日山） (2,579m)
- 甲武信ヶ岳（甲武信岳） (2,475m) - 日本百名山
- 木賊山（雲切山） (2,468m)
- 小川山 (2,418m)
- 水晶山 (2,158m)
- 唐松尾山 (2,109m)
- 飛竜山（大洞山） (2,077m)
- 雲取山 (2,017m) - 日本百名山
- 笠取山 (1,953m)
- 芋木ノドッケ (1,946m)
- 横尾山 (1,818m)
- 飯盛山 (1,643m)
- 蕎麦粒山 (1,473m)
- 棒ノ折山（棒ノ嶺） (969m)

### 北側の主な山
- 三宝山 (2,483m)
- 五郎山 (2,131.7m)
- 御座山 (2,112m) - 日本二百名山
- 和名倉山（白石山） (2,036m) - 日本二百名山
- 御巣鷹山 (1,639m)
- 高天原山（蟻ヶ峰） (1,979m) - 1985年8月12日発生の日本航空123便墜落事故の墜落地点。
- 白岩山 (1,921m)
- 三国山 (1,834m)
- 白泰山 (1,793.9m)
- 両神山 (1,723m) - 日本百名山
- 諏訪山 (1,549m) - 日本三百名山
- 霧藻ヶ峰 (1,523m)
- 南天山 (1,483m)
- 熊倉山 (1,426.5m)
- 妙法ヶ岳 (1,329m)
- 武甲山 (1,304m) - 日本二百名山
- 大持山 (1,294m)
- 諏訪山 (1,207.1m)
- 御岳山（秩父御岳山） (1,080.4m)

### 南側の主な山
- 奥千丈岳 (2,409m)
- 黒金山 (2,231.6m)
- 瑞牆山 (2,230m) - 日本百名山
- 鶏冠山 (2,177m)
- 大菩薩嶺（大菩薩岳） (2,057m) - 日本百名山
- 乾徳山 (2,031m) - 日本二百名山
- 小金沢山 (2,014m)
- 雁ヶ腹摺山 (1,874m)
- 金ヶ岳 (1,764m)
- 七ツ石山 (1,757m)
- 鷹ノ巣山 (1,736.6m)
- 鶏冠山（黒川山） (1,716m)
- 茅ヶ岳 (1,704m) - 日本二百名山
- 曲岳 (1,642m)
- 黒富士 (1,635m)
- 滝子山 (1,620m)
- 三頭山 (1,531m) - 日本三百名山
- 六ツ石山 (1,478.9m)
- 源次郎岳 (1,477m)
- 帯那山 (1,422m)
- 御前山 (1,405m)
- 川苔山（川乗山） (1,363m)
- 太刀岡山 (1,295m)
- 大岳山 (1,266m) - 日本二百名山
- 生藤山 (990m)
- 御岳山（武蔵御岳山） (929m)

## 北東部：上武山地
山中地溝帯・秩父盆地の北側にある山地で、埼玉県と群馬県に広がる。北端を鏑川、中部を神流川、南端を赤平川が流れる。上武山地の北から東にかけて中央構造線が走っており、下仁田町などで見ることができる。
- 赤久縄山 (1,523m)
- 稲含山 (1370.0m)
- 御荷鉾山 (1,287m)
- 二子山 (1,165.8m)
- 父不見山 (1,047m)
- 城峯山 (1,037.7m)

## 東部：外秩父山地
秩父盆地の東側にある山地で、埼玉県に属する。主にJR八高線の西側の山に小川盆地（小川町）を取り巻く山を含める。飯能市・日高市・毛呂山町・越生町・ときがわ町・嵐山町（らんざんまち）の西側、小川町・東秩父村の盆地部を除く全域、寄居町の南側、秩父市・皆野町・長瀞町の東側が該当する。東端で関東平野に接し、北西端を荒川、南西端を入間川が流れる。
- 武川岳 (1,051.7m)
- 丸山 (960.3m)
- 堂平山 (875.8m)
- 伊豆ヶ岳 (850.9m)
- 笠山 (837m)
- 大霧山 (766.6m)

## 南東端
JR横浜線の西側、国道413号の北側にある山域で、東京都と神奈川県の県境に連なる。多摩川水系と相模川水系の境。高尾山とその周辺は明治の森高尾国定公園に指定されている。
- 陣馬山 (854.8m)
- 高尾山 (599m)

## 北部
荒船山・妙義山を中心とした山域で、群馬県と長野県に広がる。約600万年前まで活動していた古い火山地帯である。妙義荒船佐久高原国定公園に指定されている。
- 荒船山 (1,423m) - 日本二百名山
- 物見山 (1,376m)
- 熊倉峰 (1,234m)
- 平尾山（平尾富士） (1,156m)
- 妙義山 (1,103.8m) - 日本二百名山